# Počakovo
Počakovo – wieś w Słowenii, w gminie Radeče. W 2018 roku liczyła 127 mieszkańców.